# 더 미씽
《더 미씽》(영어: The Missing)은 영국의 SF 드라마이다. 영국 BBC One 채널과 미국 스타즈 채널에서 2014년부터 2016년까지 방영했으며, 윌리엄스 형제가 기획하고 톰 섕클랜드가 총감독을 맡았다. 제임스 네즈빗, 프랜시스 오코너, 체키 카리오가 출연한다.

## 출연진
- 제임스 네즈빗 - 토니 휴스
- 프랜시스 오코너 - 에밀리 휴스
- 체키 카리오 - 쥘리앵 바티스트
- 제이슨 플레밍 - 마크 월시
- 켄 스톳 - 이언 개릿
- 다이애나 퀵 - 메리 개릿
- 아셔 앨리 - 말리크 수리
- 티튀스 더포흐트 - 빈센트 보그
- 사이드 타그마우이 - 칼리드 지안
- 애너스테이지아 힐 - 셀리아 바티스트
- 올리버 헌트 - 올리버 휴스
- 장프랑수아 울프 - 알랭 들루아
- 에밀리 드켄 - 로랑스 를로
- 아나마리아 마린카 - 리니 달카
- 요한 레상 - 카를 지크
- 카미유 쇼트 - 사라 바티스트